# Доминго Бадия и Леблич
Доминго Бадия и Леблич (Али Бей ал Аббаси) (на испански: Domingo Badia y Leblich, Ali Bey al-Abbasi; на арабски: علي باي العباسي) e испански пътешественик-изследовател и шпионин, представящ се за арабски поклонник. Той подкрепя френската окупация на Испания и работи за администрацията на бонапартистите, но е известен главно с пътуванията си в Северна Африка и Близкия изток. Свидетел е на саудитското завладяване на Мека през 1807 година.

## Произход и образование (1767 – 1802)
Относно произхода на Бадия и Леблич има доста неясноти. В разговорите, които води по време на пътуванията си, заявява че е роден в Халеб, Сирия. Според други – е евреин и даже чист мюсюлманин от марокански произход с испанско образование. Според официалната версия е роден на 1 април 1767 година в Барселона, Испания и е шпионин на Жозеф Бонапарт, който по това време управлява Испания. По време на ученето си, отделя специално внимание на арабския език, който изучава във Вера, провинция Алмерия, където баща му е счетоводител.

## Пътешествия в Африка и Азия (1803 – 1807)
От 1803 до 1807 пътува и прави описания на Мароко, Северна Либия, Кипър, Египет, Арабия, Сирия, Израел, Ливан, Йордания, Палестина и Турция предрешен като арабски поклоник. Посещава и Мека, като се представя за потомък на измрялата династия на Абасидите.
През 1804 – 1805 извършва първото проникване в Мароко от Танжер на юг през Ал Ксар ал Кебир, след това на югозапад през Мекнес и Фес до Маракеш, а след това на североизток през Таза и Уджда в Западен Алжир, като изяснява паралелното простиране на хребета Ер Риф. Посещава долината на река Себу и западната част на Атласките планини.

## Следващи години (1807 – 1818)
През есента на 1807 пристига в Константинопол, където за първи път е заподозрян, че не е истински мюсюлманин и бяга в окупирана Испания. Връщайки се в родината си той заявява подкрепата си за крал Хосе I и е назначен за наместник на Сеговия, а по-късно и на Кордоба. През 1813 г., след френското поражение във Витория, крал Хосе I абдикира и Бадия и Леблич бяга във Франция.
През 1814 публикува на френски език разказ за пътешествията си в три тома. Английският превод е публикуван през 1816 със заглавието „Travels of Ali Bey: in Morocco, Tripoli, Cyprus, Egypt, Arabia, Syria, and Turkey, between the years 1803 and 1807“ (в превод: „Пътешествие на Али Бей в Африка и Азия“).
През 1818 г. тръгва на второ пътуване под името Али Отман, но на 30 август умира в Дамаск на 51-годишна възраст. В Сирия отказват да го погребат по мюсюлмански обичай, защото на врата му е намерен християнски кръст.